# آیتونا
آیتونا (به انگلیسی: Ituna) یک منطقهٔ مسکونی در کانادا است که در ساسکاچوان واقع شده‌است. آیتونا ۱٫۵۶ کیلومتر مربع مساحت و ۶۲۲ نفر جمعیت دارد.